# Национализация банков (1917)
Национализация банков — процесс национализации частных коммерческих банков Российской империи, начавшийся после Октябрьской революции 1917 года.

## Предыстория
Во время Первой мировой войны позиция Государственного банка по отношению к коммерческим банкам Российской Империи ослабла. Обеспечение кредитных билетов золотом упало в 10,5 раз. Коммерческие банки использовали экономическую ситуацию в стране в свою пользу, занимаясь продажей продовольствия. «Социалистические преобразования» в экономике России было начато первыми декретами Советской власти: о земле; об организации рабочего контроля; о национализации банков, крупных промышленных предприятий и торгового флота.

## История
25 октября (7 ноября) 1917 года моряки Гвардейского флотского экипажа захватили здание Государственного банка. Через несколько часов представители новой власти потребовали выделить денежные средства. В ответ банк прекратил обслуживание клиентов. Требование большевиков об открытии счета для их нужд было отклонено. Банк обслуживал лишь документы, выписанные Министерством Финансов. Арест управляющего банком Шипова не повлиял на ситуацию.
После чего — декретом Совнаркома от 25 ноября (8 декабря) 1917 — были упразднены государственные земельные банки.
34 % банков в России принадлежало иностранцам, поэтому вопрос национализации банков являлся актом внешней политики. Через банки иностранный капитал мог влиять на промышленность Советской России, поэтому национализация не только ограничивала влияние внешних сил на страну, но и устанавливала новые отношения собственности.

## Последствия
Юридические.